# Kraljics matris
Kraljics matris är ett verktyg och en modell som används för att kategorisera leverantörer. Modellen togs fram av Peter Kraljic, som arbetade med utveckling av portföljmodeller inom inköpsområdet. Konceptet med portföljmodellen utvecklades ursprungligen av Markowitz (1952) som på sin tid använde det som instrument för att klara av egna kapitalinvesteringar.
Den första modellen av Kraljics matris publicerades 1983 av Peter Kraljic i artikeln Purchasing must become Supply Management i Harvard Business Review. Peter Kraljic är född i Slovenien och utvecklade sina teorier under 1970-talet.

## Om matrisen
I sin ursprungsform används Kralijics matris för inköp på artikelnivå, inte på leverantörsnivå. Matrisen fungerar dock lika bra för att urskilja olika kategorier av leverantörer.
Utgångspunkten i Kraljics matris är de två huvudfaktorerna "betydelse" och "risk".
Modellen består av 4 fält enligt traditionell matris-modell, och används framförallt för att analysera inköp i företag. Företagets leverantörer delas upp i fyra olika kategorier:
- Flaskhalsleverantörer
- Hävstångsleverantörer
- Icke strategiska leverantörer
- Strategiska leverantörer

2005 utvecklades matrisen av Gerlderman & van Weele genom att man vände axlarna på matrisen till det utseende som den oftast har idag. Kraljic's matris ger inköpare på företag över hela världen ett verktyg för att kunna avgöra hur leverantörsstrategier skall utformas och var i leverantörsledet företagen blir som mest sårbara.